# Třída Lord Clive
Třída Lord Clive byla třída monitorů britského královského námořnictva z období první světové války. Postaveno bylo osm jednotek této třídy. Ve službě byly v letech 1915–1927. Všechny byly vyřazeny.

## Stavba
Celkem bylo postaveno osm jednotek této třídy. Na stavbě se podílely loděnice Scotts v Greenocku, Harland & Wolff v Belfastu, Palmers v Jarrowu a Hamilton v Glasgow. Do služby vstoupily v roce 1915. Hlavní výzbroj pocházela ze čtyř vyřazených predreadnoughtů třídy Majestic (jednotky Victorious, Magnificent, Hannibal a Mars).
Jednotky třídy Lord Clive:
| Jméno                             | Loděnice        | Založení kýlu | Spuštěna          | Vstup do služby | Status        |
| --------------------------------- | --------------- | ------------- | ----------------- | --------------- | ------------- |
| HMS Sir John Moore (ex M5)        | Scotts          | 1915          | 31. května 1915   | červenec 1915   | Vyřazen 1921. |
| HMS Lord Clive (ex M6)            | Harland & Wolff | 1915          | 10. června 1915   | červenec 1915   | Vyřazen 1927. |
| HMS General Craufurd (ex M7)      | Harland & Wolff | 1915          | 8. července 1915  | srpen 1915      | Vyřazen 1921. |
| HMS Earl of Petersborough (ex M8) | Harland & Wolff | 1915          | 26. srpna 1915    | říjen 1915      | Vyřazen 1921. |
| HMS General Wolfe (ex M9)         | Palmers         | 1915          | 9. září 1915      | listopad 1915   | Vyřazen 1921. |
| HMS Prince Rupert (ex M10)        | Hamilton        | 1915          | 20. května 1915   | červenec 1915   | Vyřazen 1923. |
| HMS Prince Eugene (ex M11)        | Harland & Wolff | 1915          | 14. července 1915 | září 1915       | Vyřazen 1921. |
| HMS Sir Thomas Picton (ex M12)    | Harland & Wolff | 1915          | 30. září 1915     | listopad 1915   | Vyřazen 1921. |

## Konstrukce

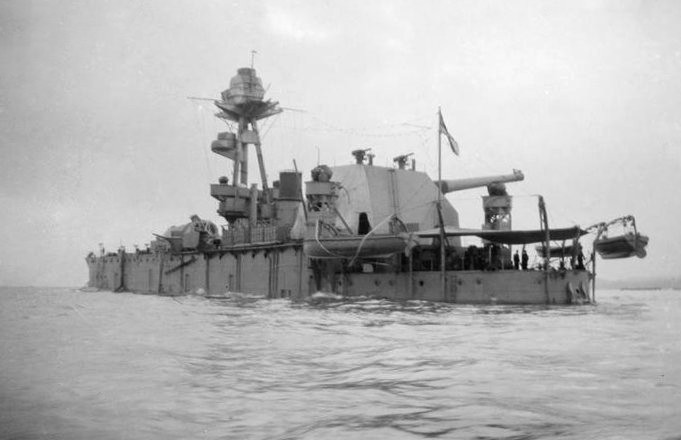
HMS Lord Clive

Původní výzbroj monitorů tvořily dva 305mm kanóny umístěné v dvoudělové věži na přídi. Doplňovaly je dva 76mm kanóny, jeden 47mm kanón a 40mm kanón. Pohonný systém tvořily dva kotle a dva parní stroje, pohánějící dva lodní šrouby. Jejich výkon se u jednotlivých plavidel lišil. Monitory General Wolfe a Sir John Moore měly pohon o výkonu 2500 hp, monitor Prince Rupert o výkonu 1600 hp a ostatní o výkonu 2310 hp. Nejvyšší rychlost dosahovala 6,5 uzlu.

### Modernizace
Během služby se složení výzbroje měnilo. Roku 1918 byla na záď monitorů General Wolfe a Lord Clive instalována dělová věž se 457mm kanónem. Tyto kanóny byly původně vyrobeny pro lehký bitevní křižník HMS Furious. Přestavba třetího monitoru Prince Eugene nebyla do konce války dokončena.